# Akitu
Akitu – jedno z najstarszych znanych świąt mezopotamskich, obchodzone niemal nieprzerwanie w różnych formach począwszy od czasów presargonidzkich (przed około 2350 rokiem p.n.e.) aż do pierwszych wieków naszej ery. Z czasem ewoluowało do rangi najważniejszego święta religijnego w Babilonii i Asyrii. Było obchodzone na początku miesiąca nisannu (marzec–kwiecień), gdy według babilońskiego kalendarza księżycowego świętowano nadejście Nowego Roku.
Swoją genezą akitu sięgało czasów sumeryjskich, kiedy to było świętem rolników, obchodzonym dwa razy do roku w czasie zbiorów zbóż. Gdy na czele bóstw mezopotamskich stanął w Babilonii Marduk, a w Asyrii – Aszur, akitu zyskało nowe znaczenie, stając się świętem narodowym, obchodzonym na początku roku w stolicy z udziałem króla oraz elit dworskich i kapłańskich. Święto to trwać mogło do dwunastu dni, w trakcie których odprawiano odpowiednie rytuały, odmawiano modlitwy, składano ofiary, urządzano procesje z udziałem króla i posągów bóstw, recytowano epos o stworzeniu świata Enuma elisz, a także dokonywano wróżb i przepowiedni, które miały wyznaczyć los kraju w nadchodzącym roku.

## Ewolucja święta
Tygrys i Eufrat nie miały regularnych faz przyboru i opadania wody, co nie pozwalało na wyznaczanie dokładnego kalendarza świąt w Mezopotamii. Dlatego najwcześniejsze pomiary czasu prowadzono, obserwując powtarzalne co roku zmiany w przyrodzie: odradzanie się jej na wiosnę i umieranie na skutek upalnego lata. Zjawiska te łączono z działaniem sił nadnaturalnych, co z kolei prowadziło do ustalenia i utrwalenia określonych obrzędów, mających za zadanie złagodzenie krytycznych momentów zmian w naturze i wsparcie ich przebiegu.
Tradycja obchodzenia początku roku wywodziła się z czasów Sumeru, gdy nowy rok kalendarzowy rozpoczynał się świętem zagmu, podczas którego opiekun i najwyższe bóstwo lokalnego panteonu symbolicznie potwierdzało swoje prawo do władzy. W okresie III dynastii z Ur i władców okresu Isin-Larsa w trakcie zagmu świętowano misteria zaślubin Inanny z królem. Akitu w czasach sumeryjskich uchodziło za drugie co do ważności święto, które obchodzono co pół roku: wiosną w miesiącu nisannu, gdy przyroda rozkwitała, oraz jesienią w miesiącu taszritu (wrzesień–październik) po zebraniu plonów z pól. Wraz z formowaniem się państwa babilońskiego zacierały się różnice pomiędzy zagmu i wiosennym akitu.
Początkowo święto noworoczne miało charakter naturalistyczny i było związane z kultem odradzającej się przyrody. Obchody Nowego Roku były podzielone na dwa etapy. W pierwszym rozpaczano nad śmiercią natury, w drugim – radowano się z jej zmartwychwstania. Gdy na panteonie babilońskim zasiadł Marduk, do obchodów Nowego Roku włączono uroczystości na jego cześć. Aby pogodzić obie praktyki religijne, podczas uroczystości aranżowano zniknięcie Marduka, a po jego odnalezieniu urządzano radosną procesję do bit akiti („dom święta akitu”), od której pochodzi nazwa święta. Oprawę dla obchodów stanowiły inscenizacje o charakterze religijnym, nawiązujące do mitycznych opowieści o życiu Marduka.

## Babilońskie świętoakitu
W najstarszej swej fazie akitu było świętem rolników. Rytuały religijne podczas jego obchodów miały zapewnić bogate plony na przyszły rok. W różnych ośrodkach sumeryjskich obrzędy prawdopodobnie niewiele różniły się od siebie. W państwie babilońskim dla rolników święto w dalszym ciągu posiadało swoje pierwotne znaczenie, a rytuały miały zapewnić dobre plony na przyszły rok. W miastach natomiast główny nacisk został położony na ceremonię określenia losów, wyznaczoną na dwunasty dzień miesiąca nisannu. Odkąd Marduk został naczelnym bóstwem panteonu babilońskiego, obchody akitu w stolicy stały się wzorem dla obrzędów w całej Mezopotamii. Jedenaście dni uroczystości było poświęconych inscenizacjom religijnym, nawiązującym do cyklicznych zmian pór roku.
Babilońskie obchody święta akitu odbywały się w stolicy państwa – Babilonie. Większość rytuałów i obrzędów miała miejsce w E-sagili – położonym w centrum miasta naprzeciw ziguratu E-temenanki kompleksie świątynnym boga Marduka. To tu znajdowała się E-umusza („dom rozkazu”), główna cella najwyższego boga, a także liczne kaplice i celle poświęcone innym bóstwom z panteonu babilońskiego. Ważną rolę w obrzędach zajmowała też inna świątynia, zwana bit akiti, która znajdowała się poza murami miasta. E-sagilę z bit akiti łączyła droga procesyjna, która wiodła m.in. przez Bramę Isztar.
Aby święto akitu mogło się odbyć, udział w nim musiał wziąć władca, którego obecność była niezbędna przy odprawianiu wielu rytuałów. To on musiał m.in. dokonać rytuału qātē Bēl ṣabātum („ujęcie dłoni Marduka”) i poprowadzić jego posąg w czasie procesji. Znany jest przypadek jednego z królów babilońskich, który, nie mogąc uczestniczyć osobiście w święcie akitu w Harranie, wysłał tam w zastępstwie swą szatę. Święto akitu nie mogło odbyć się także bez posągu naczelnego bóstwa narodowego, na przykład, gdy posąg Marduka został zabrany z Babilonu do Asyrii jako łup wojenny w 689 roku p.n.e., obchody święta zawieszono na dwadzieścia lat do czasu, aż posąg ten został zwrócony:

Przez [osiem] lat w czasie (panowania) San[heriba], przez dwanaście lat (za panowania) Asar[haddona] – (razem przez) dwadzieścia lat Bel prz[ebywał] w (Aszur) i obchody święta akitu nie odbywały się.

Święto akitu celebrowane było nie tylko w świątyniach, ale też i na ulicach, gdzie udział w obchodach brali mieszkańcy. Był to dla nich okres radości i zabawy, na co wskazywać mogą chociażby imiona nadawane przez Babilończyków dzieciom, jak na przykład, Akītum-rešat („święto akitu jest wesołe”). Wiadomo, że czwarty, ósmy i jedenasty nisannu były dniami wolnymi od pracy, a sprawowanie sądów było zawieszone na czas trwania święta. Ze wzmianki w Eposie o Gilgameszu wnioskuje się, iż był to czas, kiedy mieszkańcom miasta władca nie szczędził ani jedzenia, ani napitków:

Biłem woły na mięso (?),
dzień po dniu zabijałem owce,

dałem robotnikom (?) piwo, olej i wino (w ilościach), jak gdyby były wodą,
aby mogli ucztować jak w czasie święta Nowego Roku.

### Rekonstrukcja obchodów

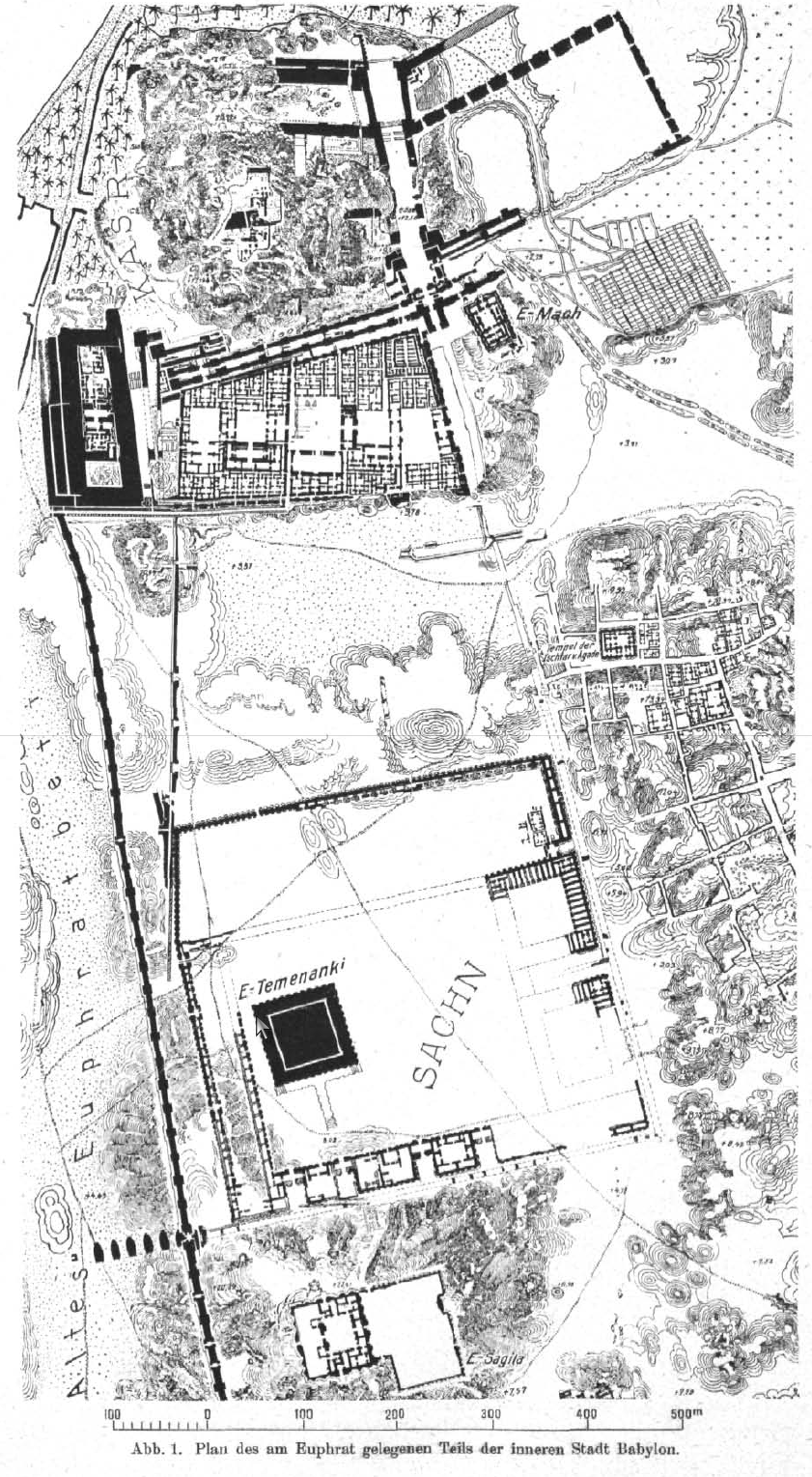
Plan centralnej części Babilonu z widocznym położeniem E-sagili (dolna część planu) i Bramy Isztar (górna część planu)

Wiedza o obchodach babilońskiego święta akitu jest fragmentaryczna. Z różnych sumeryjskich i akadyjskich tekstów, inskrypcji królewskich, tekstów mitologicznych, dokumentów administracyjnych i materiałów porównawczych, dotyczących innych starożytnych świąt bliskowschodnich, uczonym udało się zrekonstruować prawdopodobny przebieg tego święta.
O rytuałach pierwszego dnia akitu wiadomo jest niewiele. Według jednego fragmentarycznie zachowanego rytuału kapłan świątyni E-sagila mubannu musiał wstać o świcie, wziąć drewniany klucz, a następnie udać się do Wzniosłej Bramy (nazwa jednej z bram w świątyni), by przeprowadzić tam pewien rodzaj rytuału związanego z wodą. Uroczystości drugiego dnia nisannu rozpoczynały się od rytuału oczyszczenia dwie godziny przed świtem. Kapłan świątyni E-sagila šešgallu musiał wstać dwie godziny przed wschodem słońca, obmyć się wodą z rzeki, włożyć lniane szaty, a następnie wyrecytować hymn do Marduka zwany Sekretem E-sagili. Następnie otwierał bramy świątyni. W tym czasie kapłani erib biti przeprowadzali swe rytuały przed posągami Marduka i jego małżonki. Potem swe obowiązki rozpoczynali kapłani narum i śpiewacy kultowi kalu.
Uroczystości trzeciego dnia nisannu zaczynały się podobnie jak dnia poprzedniego. Kapłan šešgallu wstawał dwie godziny przed świtem, brał rytualną kąpiel w rzece, recytował modlitwę do Marduka, a następnie otwierał bramy świątyni. Następnie trzy godziny po wschodzie słońca do E-sagila przybywali złotnik i cieśla, którym kapłani składali zamówienie na dwie rzeźby: jedną z cedru i jedną z tamaryszku. W celu ich przyozdobienia rzemieślnicy dostawali ze skarbca świątynnego złoto i kamienie szlachetne (szóstego dnia nisannu obie figurki były rytualnie palone). Czwartego dnia nisannu kapłan šešgallu wstawał dwie godziny przed świtem, brał rytualną kąpiel w rzece, rozsuwał zasłony, za którymi stały posągi Marduka i jego małżonki, i recytował przed nimi modlitwę šuilla. Następnie udawał się na Wzniosły Dziedziniec, gdzie trzykrotnie błogosławił E-sagilę. Późnym wieczorem kapłan šešgallu recytował przed posągiem Marduka w jego celli E-umusza cały epos Enuma elisz. Marduka w tym dniu wielbiono szczególnie, gdyż jako najwyższe bóstwo i właściciel tablic losu me był władny, by swoją twórczą siłą nie dopuścić do powrotu chaosu sprzed stworzenia człowieka. Podczas recytacji kapłani zasłaniali koronę Anu i tron Enlila. W tym czasie król udawał się do babilońskiej świątyni boga Nabu, gdzie otrzymywał „berło królestwa”, by następnie wyruszyć z procesją do świątyni E-zida w Borsippie po posąg boga Nabu.
Dwie godziny po wschodzie słońca piątego dnia dokonywano rytualnego oczyszczenia E-sagili: kapłan-egzorcysta maszmaszu skrapiał jej wszystkie ściany wodą z Eufratu i Tygrysu, a następnie obchodził całą świątynię, bijąc w święty bębenek, by dźwiękiem odstraszyć i przepędzić złe duchy. W inny sposób oczyszczano kaplicę Nabu: drzwi smarowano żywicą cedrową, w środku okadzano. Egzorcysta natomiast odmawiał zaklęcia i jednocześnie obcierał świątynię zakrwawionym ciałem owcy, której uprzednio nasz-patri (kapłan zarzynający zwierzęta ofiarne) obciął głowę. Po dokonaniu egzorcyzmów oprawca z głową owcy i egzorcysta z jej ciałem szli nad rzekę. Tam zwróceni twarzą ku zachodowi wrzucali je do wody i udawali się na wieś, by tam czekać na zakończenie akitu, gdyż tabu nie pozwalało im na dalszy udział w celebracji. Šešgallu, który miał zakaz oglądania rytuału oczyszczania przybytku Nabu, trzy godziny i jeden kwadrans po wschodzie słońca rozkazywał rzemieślnikom, by wynieśli ze skarbca Marduka Złote Niebo – baldachim – i zakryli nim kaplicę syna Marduka. Czynnościom tym towarzyszyły inwokacje katarktyczne.
Šešgallu nakrywał stół ofiarny dla Marduka i na jego cześć dokonywał libacji winem. Przygotowywany był też posiłek dla boga Nabu, którego posąg przypłynąć miał tego dnia w barce procesyjnej z Borsipy do Babilonu. Posiłek wraz ze stołem był przenoszony nad rzekę. Przybycie barki procesyjnej boga Nabu do Babilonu było wielkim wydarzeniem, któremu towarzyszyć musiały parada i wielkie tłumy mieszkańców. Wraz z posągiem Nabu barką przybywał też król, który prowadził następnie ten posąg w procesji do E-sagili. Tam król oddawał kapłanowi swoje insygnia oraz harpe – wynoszono je do sanktuarium wewnętrznego – i zasiadał na krześle przed posągiem Marduka. Šešgallu wymierzał władcy policzek, który miał na celu wymuszenie jego klęknięcia i rozpoczęcia spowiedzi negatywnej. Najwyższy kapłan zapewniał króla o wysłuchaniu jego modlitwy i udzielał mu błogosławieństwa. Zwracał także odebrane insygnia i harpe, po czym ponownie uderzał władcę w policzek, zmuszając króla do płaczu, co było znakiem przychylności Marduka. O zachodzie słońca šešgallu robił wiązkę o długości trzech łokci z czterdziestu trzcin i liścia palmy. Na dziedzińcu wykopywał dół, do którego wkładał wiązkę, miód, śmietanę i olej. Nad dół przeprowadzał białego byka. Król tymczasem rozpalał w jamie ognisko. Rytuał ten kończył się modlitwą do oświetlającego ciemności byka Aru. Tymczasem w mieście wśród mieszkańców narastał niepokój z powodu przekonania, że Marduka, któremu synkretyczne tendencje religii babilońskiej przypisywały cechy boga wegetacji Tammuza, uwięziono w zaświatach. Uważano, że dlatego kraj został dotknięty przez suszę, a przyroda umarła. Odbywały się więc inscenizacje walk z siłami zła.
Szóstego dnia inne posągi bóstw z sąsiednich miast przybywały barkami do Babilonu. Posągom tym towarzyszyli najprawdopodobniej wysocy urzędnicy, kapłani i dygnitarze. Przed posąg boga Nabu były przynoszone dwie figurki wykonane trzeciego dnia świąt. Następnie odbywał się nie do końca zrozumiany rytuał, w którym ich głowy były uderzane (lub ścinane), po czym figurki te wrzucano do ognia. Nie wiadomo, co działo się siódmego dnia świąt, gdyż nie zachował się żaden tekst opisujący rytuały. Zdaniem niektórych uczonych tego właśnie dnia posągi bóstw mogły być kąpane i ubierane w nowe szaty.
Ósmego dnia nisannu w Sali Przeznaczenia ustawiano według rangi posągi przybyłych do E-sagila bóstw (pierwszeństwo po Marduku miał Nabu). Wierzono, że w ten sposób Marduk otrzyma siły, by na przyszły rok wyznaczyć pomyślne losy. Do Sali Przeznaczenia wchodził król z berłem i dotykał dłoni posągu naczelnego bóstwa. Zgodnie z wierzeniami babilońskimi to Marduk ustanowił władzę królewską i wyznaczył lugala na pośrednika pomiędzy bogami a ludźmi. Przez niego bóstwa obdarzały ludzkość swoimi łaskami i odbierały należne im ofiary. Ujmowanie dłoni Marduka przez króla symbolicznie przedłużało więc boską inwestyturę jego władzy.
W dziewiątym dniu najprawdopodobniej miała miejsce uroczysta procesja bóstw z E-sagili do bit akitu. Pochód wyruszał z Nieskalanej Bramy (głównej bramy E-sagili), następnie drogą procesyjną docierał do Bramy Isztar, a stamtąd – dalej drogą procesyjną do nabrzeża. Tu posągi bóstw umieszczano na barkach i dalszą podróż do bit akiti odbywała się rzeką. Przed bit akiti odgrywano walkę Marduka i Tiamat, po czym urządzano ucztę. W trakcie pochodu posągi bóstw, ubrane w najpiękniejsze i najbogatsze szaty, jechały ustawione na specjalnie przygotowanych rydwanach. Kolejność bóstw była ściśle określona. Procesję otwierał król, który pełnił jednocześnie funkcję mistrza ceremonii. Zaraz za nim jechały posągi Marduka i jego małżonki, następnie – posągi kolejnych bóstw. Na końcu maszerowali kapłani, a za nimi – muzykanci, śpiewacy i tancerze.
Na dziesiąty dzień uczestnicy powracali do E-sagila. Podczas gdy w Sali Przeznaczenia trwała uczta, w ozdobionej gigunu (zielenią) komnacie na jednym ze stopni zigguratu dokonywał się akt hierogamii, który miał zapewnić urodzaj na przyszły rok. Zaślubin dokonywała boska para pod postacią przyniesionych w procesji posągów. Zdarzało się także, że bóstwa były reprezentowane przez najwyższych kapłana i kapłankę.
Jedenastego dnia nisannu odbywały się w Sali Przeznaczenia obrady bóstw. W tym czasie na zewnątrz powtarzano rytuały z ósmego i dziesiątego dnia świąt. Obrzędy po raz kolejny upamiętniały dwa zgromadzenia bogów babilońskich sprzed uporządkowania chaosu i przypominały o celu istnienia człowieka: ponieważ w religii babilońskiej głównym zadaniem ludzi było dostarczanie bogom pożywienia w postaci ofiar, ich losy zależały od tego, w jakim stopniu te obowiązki zostały wypełnione. Dzień ważenia losów był więc momentem przełomowym w życiu każdego Babilończyka. Aby nic nie zakłóciło jego przebiegu, a jednocześnie nie spowodowało katastrofy w przyrodzie, zapobiegawczo odprawiano także obrzęd przejścia.
Dwunasty dzień nisannu był ostatnim dniem świąt. Tego dnia posągi bóstw były odprowadzane do swych miast.

## Obchodyakituw innych miastach
Lokalne święta akitu celebrowane były w wielu innych miastach Mezopotamii od III tysiąclecia p.n.e. Ich obchody w wielu wypadkach różniły się swą liturgią, obrzędami i rytuałami od obchodów babilońskiego akitu. Nie musiały też odbywać się w miesiącu nisannu. W jednym z listów Szamszi-Adada I do Jasmah-Adada znalezionych w Mari jest na przykład mowa o święcie akitu obchodzonym w miesiącu ajaru (kwiecień–maj). Święto to w zależności od miasta mogło być poświęcone innym bogom. Z czasów Seleucydów zachował się na przykład tekst opisujący procesję boga Anu ze świątyni Bit resz (bīt rēš) do świątyni bit akiti w Uruk. Z innych źródeł wiadomo o świątyniach bit akiti bogini Isztar znajdujących się w miastach Milqia i Agade. W Asyrii świątynie bit akiti znajdowały się w Aszur (poświęcona bogu Aszurowi) i Niniwie (poświęcona bogini Isztar).

## Znaczenieakitu
Uroczystości noworoczne obchodzono w większości miast starożytnej Mezopotamii. Akitu było jednym z elementów jednoczących mieszkańców tych obszarów pod względem kulturowym i religijnym, pomimo niestabilności panteonu bóstw w najdawniejszych czasach. O mocno utrwalonej tradycji święta świadczy udział w nim Kambyzesa po opanowaniu kraju przez Persów w 539 roku p.n.e. oraz odbudowanie przez Antiocha I Sotera E-sagila w III wieku p.n.e. prawdopodobnie w celu reaktywacji uroczystości.